# Crónicas de Indias
Crónicas de Indias es un nombre genérico dado a compilaciones de narraciones históricas, principalmente desde la perspectiva de los colonizadores españoles, durante el proceso de  conquista y colonización del continente Americano.

## Períodos históricos
Incluye la etapa conocida como el Descubrimiento de Americano, así como relatos sobre los primeros años de conquista y colonización de los territorios americanos; los procesos iniciales, la dominación cultural, religiosa y política europea sobre los pueblos originarios. Dichas crónicas son un conjunto heterogéneo de narraciones, ya sea por su autoría, tiempo de escritura, o posición frente a la conquista, de un diverso grupo de cronistas, que ya sea porque escribieron directamente sus vivencias y experiencias durante viajes iniciales a América o porque recolectaron las experiencias relatadas por otros, constituyen un archivo histórico excepcional para estudiar el lenguaje, las motivaciones o los pensamientos preponderantes en la campaña de conquista y colonización de América por parte de los españoles del siglo XVI y de sus consecuencias en los años subsiguientes. 
Después del descubrimiento de América por los europeos, se conocieron los relatos de los llamados "cronistas de Indias", que informaba sobre la geografía y el modo de vida de los indígenas americanos y de las colonias, desde las relaciones del mismo Cristóbal Colón, su hijo Hernando, la famosa carta de Américo Vespucio y muchos otros descubridores y conquistadores como Hernán Cortés. El carácter justificativo de esa producción es claro. La aportación en sentido contrario de Bartolomé de las Casas (Brevísima relación de la destrucción de las Indias) fue tan trascendental que dio origen a la Junta de Valladolid, en que le dio réplica Juan Ginés de Sepúlveda; e incluso a la llamada Leyenda negra al divulgarse por toda Europa como propaganda antiespañola. La visión de los indígenas, que vieron sus documentos y cultura material saqueados y destruidos, fue posible por algunos casos excepcionales, como el inca Felipe Guamán Poma de Ayala.
Muchos cronistas de Indias se centraron en zonas geográficas específicas, haciendo crónicas regionales de reinos de América. De entre ellos destacan: Bernal Díaz del Castillo, Fernando de Alva Ixtlilxóchitl, Inca Garcilaso de la Vega, Fray Pedro Simón, Pedro de la Cadena, Gonzalo Fernández de Oviedo, Juan de Castellanos, Fray Jacinto de Carvajal, Pedro Cieza de León, Hernán Cortés, Gonzalo Fernández de Oviedo y Valdés, Francisco López de Gómara, Diego Durán, Francisco Ximénez,  Toribio de Benavente,  Bernardino de Sahagún,  Francisco de Aguilar, José de Oviedo y Baños, Joseph Luis Cisneros, algunos de ellos frailes que actuaron como misioneros.

## Estilo literario
Durante los siglos XV y XVI, en Florencia, Venecia, Milán, el renacimiento influyó en el pensamiento europeo produciendo la renovación de la literatura y las ciencias, sin embargo el providencialismo cristiano de la historiografía medieval prevaleció en la mayoría de los cronistas españoles. Un ejemplo claro, es la supuesta aparición del apóstol Santiago cabalgando en un caballo blanco durante la batalla de Centla:

"..Aquí es donde dice Francisco López de Gómara que salió antes que llegase Cortés con los de a caballo, y que eran los santos apóstoles señor Santiago o señor San Pedro.  Digo que todas nuestras obras y victorias son por mano de Nuestro Señor Jesucristo, y que en aquella batalla había para cada uno de nosotros tantos indios que a puñados de tierra nos cegaran, salvo que la gran misericordia de Nuestro Señor en todo nos ayudaba..."
Bernal Díaz del Castillo haciendo referencia a Francisco López de Gómara en la narración de la batalla de Centla en Historia verdadera de la conquista de la Nueva España.

"Milagrosamente nuestro Dios proveyó que el fardaje que llevábamos y los que llevaban a cuestas y los cuarenta hombres que quedaron atrás sirvieran para que todos no fuésemos muertos y depedazados..."
Francisco de Aguilar en Relación breve de la conquista de la Nueva España.

"En esa sazón vino una pestilencia de sarampión, y víroles tan recia y tan cruel, que creo murió más de la cuarta parte de la gente de indios que había en toda la tierra, la cual muy mucho nos ayudó para hacer la guerra y fue causa que mucho más presto se acabase, porque, como he dicho, en esta pestilencia, murió gran cantidad de hombres y gente de guerra y muchos señores y capitanes y valientes hombres, con los cuales habíamos de pelear y tenerlos por enemigos; y milagrosamentes Nuestro Señor los mató y nos los quitó delante..."
Bernardino Vázquez de Tapia en Relación de méritos y servicios.

"En este día, a la tarde, vimos un milagro bien grande, y fue que apareció una estrella encima de la nave después de puesto el sol, y se partió despidiendo rayos de luz a la continua, hasta que se uso sobre aquella villa o pueblo grande, y dejó un rastro en el aire que duró más de tres horas largas; y también vimos otras señales bien claras, por donde entendimos que Dios quería que poblásemos aquella tierra para su servicio..."
Juan Díaz en Itinerario de la armada.

El historiador Edmundo O'Gorman dijo al respecto: «Se trata en realidad de una visión mesiánica de la historia, fundada en la inquebrantable fe que algunos españoles tenían en el destino providencial de su pueblo como elegido por Dios para implantar la monarquía universal católica hasta la consumación de los tiempos».

## Ubicación de textos
La gran mayoría de los escritos originales reposan en el Archivo General de Indias, en Sevilla, España, algunos otros se encuentran en la Real Biblioteca de San Lorenzo de El Escorial. Existen compilaciones comerciales en ediciones recientes con selecciones de crónicas de Indias. De las obras más destacadas se pueden mencionar:
- Álvar Núñez Cabeza de Vaca, Naufragios y comentarios, se considera la primera narración histórica sobre el actual territorio de los Estados Unidos
- Andrés de Tapia, Relación de algunas cosas que acaecieron al muy ilustre señor Don Hernando Cortés, marqués del Valle, desde que se determinó a ir a descubrir tierra en la tierra firme del mar océano
- Pedro de la Cadena, Los actos y hazañas valerosas del capitán Diego Hernández de Serpa
- Fray Jacinto de Carvajal, Relación del descubrimiento del río Apure hasta su ingreso en el Orinoco
- Fray Pedro Simón, Noticias historiales de las conquistas de Tierra Firme en las Indias Occidentales
- Gonzalo Fernández de Oviedo, Historia general y natural de las Indias y Sumario de la natural historia de las Indias
- Juan de Castellanos, Elegías de varones ilustres de Indias
- Francisco de Aguilar,Relación breve de la conquista de la Nueva España
- Francisco López de Gómara, Hispania Victrix, primera y segunda parte de la Historia general de las Indias con todo el descubrimiento y cosas notables que han acaecido dende que se ganaron hasta el año de 1551
- Francisco Cervantes de Salazar, Relación breve de la conquista de la Nueva España
- Juan de Grijalva, Itinerario de la armada del rey católico a la isla de Yucatán, en la India, en el año de 1518, en la que fue por comandante y capitán general Juan de Grijalva, escrito para su Alteza por el capellán mayor de la dicha armada
- Bartolomé de las Casas, Brevísima relación de la destrucción de las Indias
- Hernán Cortés, Cartas de relación de Hernán Cortés
- Bernardino de Sahagún, Historia general de las cosas de la Nueva España
- Bernal Díaz del Castillo, Historia verdadera de la conquista de la Nueva España
- Miguel Cabello Valboa, Miscelánea Antártica
- Bernardino Vázquez de Tapia, Relación de méritos y servicios del conquistador Bernardino Vázquez de Tapia
- Toribio de Benavente, Historia de los Indios de la Nueva España
- Diego de Landa, Relación de las cosas de Yucatán
- José de Oviedo y Baños, Historia de la conquista y población de la Provincia de Venezuela
- Joseph Luis de Cisneros, Descripción exacta de la provincia de Venezuela
- Diego López de Cogolludo, Historia de Yucatán
- Pedro Mártir de Anglería, Décadas de Orbe Novo
- Gonzalo Fernández de Oviedo y Valdés, Historia general y natural de las Indias, islas y tierra firme del mar océano
- Diego Durán, Historia de las Indias de Nueva España e Islas de Tierra Firme
- Antonio de Herrera y Tordesillas, Historia general de los hechos de los castellanos en las Islas y Tierra Firme del mar Océano que llaman Indias Occidentales
- Pedro Cieza de León, Primera parte de la crónica del Perú y Segunda parte de la crónica del Perú, que trata del señorío de los incas yupangueis y de sus grandes hechos y gobernación
- Diego Fernández de Palencia, Primera y segunda parte de la Historia del Perú
- Jerónimo de Vivar, Crónica y relación copiosa y verdadera de los reinos de Chile
- Pedro Mariño de Lobeira, Crónica del Reino de Chile
- Alonso de Góngora Marmolejo, Historia de todas las cosas que han acaecido en el reino de Chile y de los que lo han gobernado: (1536-1575)
- Inca Garcilaso de la Vega, Comentarios Reales de los Incas
- Juan de Torquemada (misionero), Monarquía Indiana